# Bleach Filmul: Rebeliunea Prafului de Diamant
Bleach Filmul: Rebeliunea Prafului de Diamant al seriei anime Bleach se bazează pe seria manga Bleach de Tite Kubo. Bleach Filmul: Rebeliunea Prafului de Diamant din Bleach, serie de anime, este regizat de Noriyuki Abe și produs de Studioul Pierrot și TV Tokyo și a avut premiera pe data de 22 decembrie 2007 la cinema în Japonia.

## Povestea
Puși pentru a proteja o procesiune regală care transporta un artefact puternic numit „Ouin”, Brigada 10 se adună în lumea umană împreună cu Căpitanul Toshiro Hitsugaya și locotenentul Rangiku Matsumoto având o zonă cu precauție. Cu toate acestea, caravana este lovită brusc de un grup de atacatori care fac ravagii în procesiune, și fură Ouin în timpul procesiunii. După o scurtă ciocnire cu unul dintre atacatori, Hitsugaya urmărește hoții până să evadeze, lăsând în urmă pe Matsumoto și brigada dezorientați. În urma incidentului, Seireitei îl declară pe Hitsugaya un trădător pentru abandonarea postului său și punerea în pericol a Brigăzii 10. În lumea umană, Ichigo Kurosaki investighează o anomalie spirituală atunci când el se împiedică de căpitanul fugar, dar este prins cu garda jos atunci când Hitsugaya fuge dintr-o dată. În urma situației, Ichigo, Rukia Kuchiki, Renji Abarai, și Matsumoto au pornit pentru a dovedi nevinovăția lui Hitsugaya și să descopere adevărul din spatele furtului Ouin. Între timp, o fantomă din trecutul lui Hitsugaya îi bântuie gândurile sale făcându-l să încerce să găsească adevărul.